# Ľubomír Machyniak
Ľubomír Machyniak (* 7. Februar 1971 in Brezno) ist ein früherer slowakischer und zuvor tschechoslowakischer Biathlet.
Ľubomír Machyniak lebt in Hronec und startete für Dukla Banská Bystrica. Der Sportlehrer begann 1980 mit dem Biathlonsport. Er startete seit Beginn der 1990er Jahre im Biathlon-Weltcup, bis 1993 für die Tschechoslowakei, danach für die Slowakei. Erstmals bei Biathlon-Weltmeisterschaften kam er 1993 in Borowez zum Einsatz und wurde 82. des Sprints. 1995 wurde er in Antholz 47. des Einzels, 56. des Sprints und mit Ľuboš Čaja, Jozef Molcan und Maroš Leitner 13. im Staffelrennen. In der folgenden Saison 1995/96 konnte Machyniak bei einem Sprint in Osrblie als Elftplatzierter erstmals Weltcuppunkte gewinnen. Daran anschließend startete er bei den Biathlon-Weltmeisterschaften 1996 in Ruhpolding. Dort wurde er 60. des Einzels, 78. der Verfolgung und mit Čaja, Molcan und Leitner 15. in der Staffel. Die Saison 1996/97 brachte als Höhepunkt die Biathlon-Weltmeisterschaften 1997 in Osrblie. Das Einzel beendete er als 80., wurde 56. des Sprints und mit Marek Matiaško, Molcan und Čaja 20. im Mannschaftsrennen. Früh in der Saison 1997/98 konnte er bei einem Einzel in Östersund mit Rang acht seine einzige Platzierung unter den Besten zehn im Weltcup erreichen. Höhepunkt der Karriere wurden die Olympischen Winterspiele 1998 von Nagano. Bei den Wettkämpfen in Nozawa Onsen kam Machyniak auf den 38. Platz im Einzel und wurde 41. des Sprints. Im weiteren Verlauf des Jahres startete er auch bei den Sommerbiathlon-Weltmeisterschaften 1998 in Osrblie. 53. wurde er im Sprint, 47. der Verfolgung und mit Milan Augustin, Radovan Hasilla und Matiaško Siebter im Staffelwettbewerb. Letztes Großereignis und Karriereabschluss wurden die Biathlon-Weltmeisterschaften 1999 am Holmenkollen in Oslo. Der Slowake kam im Einzel zum Einsatz, bei dem er 73. wurde.

## Biathlon-Weltcup-Platzierungen
Die Tabelle zeigt alle Platzierungen (je nach Austragungsjahr einschließlich Olympische Spiele und Weltmeisterschaften).
- 1.–3. Platz: Anzahl der Podiumsplatzierungen
- Top 10: Anzahl der Platzierungen unter den ersten zehn (einschließlich Podium)
- Punkteränge: Anzahl der Platzierungen innerhalb der Punkteränge (einschließlich Podium und Top 10)
- Starts: Anzahl gelaufener Rennen in der jeweiligen Disziplin
- Staffel: inklusive Mixed-Staffel

| Platzierung                                              | Einzel | Sprint | Verfolgung | Massenstart | Team | Staffel | Gesamt |
| -------------------------------------------------------- | ------ | ------ | ---------- | ----------- | ---- | ------- | ------ |
| 1. Platz                                                 |        |        |            |             |      |         |        |
| 2. Platz                                                 |        |        |            |             |      |         |        |
| 3. Platz                                                 |        |        |            |             |      |         |        |
| Top 10                                                   | 1      |        |            |             |      |         | 1      |
| Punkteränge                                              | 1      | 1      |            |             | 1    | 5       | 8      |
| Starts                                                   | 28     | 36     | 1          |             | 1    | 5       | 71     |
| Stand: Karriereende, Daten möglicherweise nicht komplett |        |        |            |             |      |         |        |